# Михаило V Калафат
Михајло V Калафат (Шупер)(грч. Μιχαήλ Ε΄ Καλαφάτης; 1015-24.08. 1042) је био византијски цар (1041—1042) и усвојени син царице Зоје, ћерке Константина VIII (савладар 976 — 1025, цар 1025—1028). Припадао је цивилном племству, једној од сукобљених страна у Византији током XI века.
Епилептични цар Михајло IV (1034—1041) умире крајем децембра 1041. године, а нови византијски цар постаје његов и Јованов синовац Михајло назван Калафат односно Шупер по занимању свог оца. Њега је царица Зоја под Орфанотрофовим утицајем усвојила пред смрт Михајла IV, доделивши му титулу цезара.
Непосредно по преузимању власти Михајло V протерује Јована Орфанотрофа у чему је имао широку подршку племства, желећи власт за себе. Његов следећи потез било је склањање царице Зоје у манастир. Оваквим безобзирним склањањем макар и привидног легитимитета македонске династије, Михајло V је остао без икакве подршке, пошто је на власт дошао захваљујући активностима свог стрица Јована Орфанотрофа и већ 20. 04. 1042. године он бива збачен и ослепљен.
После свргавања Михајла V власт прелази на остареле ћерке Константина VIII царицу Зоју и монахињу Теодору.

## Долазак на престо
Одавно предвиђајући шта ће се десити, евнух Јован био је предузео мере опрезности. Смрт Михаила IV, враћајући неминовно царици Зое у целости слободно располагање врховном влашћу, морала је сигурно срушити све наде које је овај властољубиви човек гајио за своју породицу. Зато је он навео цара да за живота придружи царству једнога од његових синоваца, који се исто тако звао Михаило, и да се користи популарношћу Зоином, да би том уљезу дао закониту инвеституру, и тако му прокрчио пут ка власти. Предложе, дакле, старој царици да усвоји тога младог човека; и, чудна ствар, поред увреда које су јој нанели, Зое је била и сувише срећна да пристане на жељу коју је био изјавио њен муж. Свечано, у цркви Влахерна у присуству сакупљеног народа, она изјави пред светим олтарима да усваја за сина синовца њенога супруга, после чега нови царевић прими титулу Цезара и достојанство наследника престола.
Као сви људи из његове породице, Михаило V био је врло скромног порекла. Његов је отац чак радио на пристаништу занат калафата, зато народ престонице, увек готов на подсмех, брзо даде младоме Цезару надимак Михаило Калафат. Он сам био је доста бедан човек, зао, незахвалан, притворан, пун потмуле злобе спрам свих својих добротвора. Његов стриц, цар Михаило, који га је добро познавао, није га много волео, и мада га је приближио престолу, држао га је у страни од послова и од двора. Његов стриц, евнух Јован, мада му је синовац указивао дубоко поштовање, исто му тако није веровао. И он је обилно оправдао све стрепње које је уливао.
Пренашање власти извршено је ипак без тешкоћа, кад умре Михаило IV. Стара Зое, са својом слабом душом, која се тако „лако дала навести“, како каже Пселос, „пристаде на све што се од ње тражило“. Евнух Јован, њен непријатељ и негдашњи гонилац, имао је само да јој укаже дубоко поштовање; он јој се баци пред ноге, и изјави јој да се у Држави ништа не може чинити без ње; закле јој се да ће њен посинак, ако се попне на престо, имати само име цара, и да ће она у ствари држати сву власт у рукама. Опсењена том вештом комедијом, очарана тим неочекиваним враћањем учтивости и утицаја, она пристаде, по обичају, на све што се од ње желело, и Михаило V буде проглашен за цара.

## Владавина
Нови владар је рђаво наградио све оне који су га уздигли. Прво се отарасио свога стрица Јована, и на његово место, са титулом nobilissime, намести другог свога стрица, Константина. Затим се присети да му Зое смета. И он је, као некада Михаило IV, с почетка показивао велико уважење својој помајци и понављао јој говор:
То је моја царица, то је моја владарка. Ја сав припадам њој!
Али ускоро, он је поче држати у страни, скресавши јој приходе потребне за њене трошкове, одбијајући јој почасти које припадају њеном достојанству, затворивши је у гинекеј под строгим надзором, одузевши јој њене жене, ругајући јој се отворено. Пријатељи су се такмичили убеђујући га да би паметно учинио кад би стару владарку збацио с престола, ако неће да дочека судбину својих претходника. Михаило V сматрао је да је довољно јак да покуша. Мислио је да је популаран у престоници: зар га нису о скорашњим ускршњим празницима дочекали на улица са неописаним одушевљењем, тако да су под ногама његовога коња улице биле застрте скупоценим ћилимима? Верујући у своју звезду, поносећи се оним што се усудио да предузме, презирући све савете, он се, 18. априла 1042. г., реши да отера своју добротворку.
Ноћу, између недеље и понедељка, Зоја буде затворена у своје одељење, под изговором да је хтела де отрује цара, и преко њене воље и протестовања, на брзу руку укрцана, са једном једином собарицом да јој буде на служби, на једну лађу која је одведе на суседно Принчевско Острво. Тамо, по заповести василеусовој, она би затворена у један манастир, обучена у калуђеричко одело, и маказе одсекоше њену дугу косу, сад већ седу, коју однесоше Михаилу V, да му покажу како је његова воља извршена. Опростивши се тако царице, и сматрајући да је она занавек мртва за свет, владар сазове Сенат и свечано објави збацивање њено с престола. Али он је рачунао без традиционалне привржености народа за Дом Македонски. Чим се у вароши прочула вест о удару, појави се жив покрет; свуда су се виђала само жалосна лица, гњевни изрази, узрујани разговори, бунтовни скупови, које су стражари с великом муком растурали; жене, поглавито, показивале су се врло радражене и испуњавале улице својом грајом. И зато, кад се на Константиновом форуму појавио управник вароши да прочита царску поруку којом се објављује догађај, тек што је завршио саопштење, један глас нагло викну:
Нећемо калафата за цара! Хоћемо закониту наследницу, нашу мајку Зое!
Бескрајна граја одговори на те речи:
Смрт кадафату! Револуција је букнула.

## Пад
Народ се брзо наоружа свим што му је пало под руку, и необуздани талас ваљао се кроз улице града. Тамнице су биле разваљене, куће попаљене или опљачкане. Ускоро и двор буде нападнут. По савету свога стрица Константина, који је храбро са својим људима похитао у помоћ василеусу и организовао одбрану, Михаило V реши да побуњеницима учини један уступак. На брзу руку одоше да потраже Зое у њеном манастиру, и доведоше је у Свету Палату, врло уплашену у очекивању шта ће јој се догодити. Ужурбано, не дајући јој времена чак ни да промени њено калуђерско одело, одведоше је у царску ложу у хиподрому, и с њом се Михаило V показао побуњеној гомили. Али кад су владарку видели без њеног царског одела, огорчење народа за које су се надали да ће се стишати, само је порасло. Узалуд је цар покушао да одржи беседу побуњеницима; одговорише му псовкама и каменицама; вративши се у двор са старом царицом, несрећник је мислио само како ће себи бекством осигурати спас, кад га његов стриц Константин наговори да се одупре.
За то време, у Светој Софији, један непредвиђен догађај дао је побуни нове снаге.
Зое је, као што се зна, имала једну сестру, Теодору. Делећи са сестром престо по смрти Константина VIII, та принцеза је убрзо, мада ју је протокол стављао на мало потчињено место, изгледала да смета старијој сестри која ју је мрзела. Стављена прво под један обазрив надзор, она затим би оптужена да склапа завере против утврђене власти, и под тим изговором буде удаљена са двора и прогнана у манастир Петрион. Затим, после неколико месеци, наводећи да је друкчије немогуће, по речима једнога хроничара, свршити са „сплеткама и скандалима“, Зое, лично, оде у манастир, и у своме присуству даде Теодори одсећи косу. Живот принцезин изгледао је завршен. Она се сама уосталом без великих тешкоћа прилагодила својој судбини, задовољна спољним знацима поштовања које јој је одржала благонаклоност њеног зета, цара Романа, и мало помало, у манастиру где је била затворена, Теодора паде у заборав. Михаило IV је с њоме поступао као и са Зое, доста рђаво. Михаило V је радио још боље: изгледало је чак да он и не сумња да, осим Зое, постоји још један законити потомак Константина VIII, и он би био у великој забуни кад би га неко запитао да ли је Теодора жива или мртва.
Револуција од 1042. г. повратила је одједном у први ред ту заборављену калуђерицу. Кад је Михаило V збацио своју добротворку, усташи, тражећи каквог представника законите монархије, да би га истакли против насилника, сетише се Теодоре. Она је уосталом имала још пријатеља међу старим службеницима свога оца и у самом Сенату. Ти су политичари разумели да би нежна и превртљива Зое лако могла, чим се утврди на престолу, да поврати сву своју милост човеку који ју је опљачкао, и да је важно, ако се хоће да извуче нека корист од револуције, довести поред старе и попустљиве василисе једну енергичнију владарку. Отрчаше дакле у манастир Петрион, понудише царство калуђерици, и како се она устезала и бранила, гомила је поведе готово на силу. Бацише јој на рамена царски плашт, подигоше је на коња, и између голих мачева, уз народно клицање, она прође кроз варош и оде у Свету Софију. Патријарх, врло одан Дому Македонском, чекао ју је ту, да је прогласи за царицу. Бунтовници су имали своју царицу.
Зое је, као што се зна, имала једну сестру, Теодору. Делећи са сестром престо по смрти Константина VIII, та принцеза је убрзо, мада ју је протокол стављао на мало потчињено место, изгледала да смета старијој сестри која ју је мрзела. Стављена прво под један обазрив надзор, она затим би оптужена да склапа завере против утврђене власти, и под тим изговором буде удаљена са двора и прогнана у манастир Петрион. Затим, после неколико месеци, наводећи да је друкчије немогуће, по речима једнога хроничара, свршити са „сплеткама и скандалима“, Зое, лично, оде у манастир, и у своме присуству даде Теодори одсећи косу. Живот принцезин изгледао је завршен. Она се сама уосталом без великих тешкоћа прилагодила својој судбини, задовољна спољним знацима поштовања које јој је одржала благонаклоност њеног зета, цара Романа, и мало помало, у манастиру где је била затворена, Теодора паде у заборав. Михаило IV је с њоме поступао као и са Зое, доста рђаво. Михаило V је радио још боље: изгледало је чак да он и не сумња да, осим Зое, постоји још један законити потомак Константина VIII, и он би био у великој забуни кад би га неко запитао да ли је Теодора жива или мртва.
То је било у понедељак у вече. Прва брига нове владе састављене у Великој Цркви, била је да објави збацивање Михаила V, и да постави, не би ли себи осигурала престоницу, новог господара у управи вароши. Али ништа није било добијено док се двор држао. Цео дан у уторак тукло се око царске палате и у крвавим јуришима на њу паде више од три хиљаде жртава. Ипак, у вече, под напором нападача, врата попустише, и док се гомила забављала пљачкањем одаја, цар са својим стрицем и неколико пријатеља имао је времена да ускочи у једну барку и да морем стигне у манастир Студион. Ту двојица побеђених, цар и министар, обукоше калуђерско одело, надајући се да ће тиме спасти живот.
Победоносни народ пливао је у радости. Пселос каже на једном занимљивом месту:
Једни су приносили жртве Богу; други су клицали царици; прост народ је играо на трговима и певао тугованке о догађајима.
Зое, коју је Михаило V пре но што ће побећи пустио на слободу, и која је понова преузела власт у двору, није била мање срећна, и према томе сасвим расположена за праштање. Али у Светој Софији, у околини Теодориној, мање су били склони милости, и маса која је већ била принудила Зое да призна своју сестру као савладарку, сад је захтевала погубљење криваца. Узалуд је Зое покушавала да убеди Сенат како је згодније помиловати кривце, узалуд је са једног балкона на двору држала беседу гомили и захваљивала јој. Кад је почела говорити о збаченом цару и питала шта с њиме треба радити, одговори јој једнодушан узвик:
На смрт зликовца, подлаца! Натакни га на колац! Распни га! Ослепи га!
Док је Зое оклевала, Теодора је, сигурна у популарносг, радила. На њену заповест, управник вароши, уз поруге народа, извуче из светилишта Студиона збаченога цара и његова стрица, и на самој улици, пред очима гледалаца, огорчених као „дивље звери“ на своје жртве, он им даде ископати очи. Затим их протераше. Револуција је била извршена.
У тој одлучној кризи, Теодора је својим посредовањем, својом енергијом, својом одлучношћу, заиста спасла ситуацију, и, према речима Пселосовим, „оборила тиранију“. Зато је, по сваку цену, Зое морала делити са својом сестром плодове победе. Свакојако, тој другарици коју је мрзела она би претпоставила ма кога другога, она би више волела, вели Пселос енергично, да види на престолу једног коњушара него да ту начини место Теодори: и зато се она толико заузимала да спасе Михаила V колико партизани њене супарнице да га смакну. Али Зое није имала да бира. Сенат, народ, изјаснили су се за њену сестру. Она попусти. Она се помири с Теодором, стеже је у наручја, понуди јој пола власти, и са великом парадом доведе је из Свете Софије да је смести у Свету Палату, Теодора, увек скромна, не хтеде друкчије да прими царство осим под условом да старијој сестри уступи прво место, и тада се виде чудна ствар, за коју Византија дотле никад није знала, да гинекеј постане званичан центар јавних послова, а царством да владају две старе жене. И, још чуднија ствар, те две старе жене умеле су постићи да их народ слуша.